# DataArt
DataArt (укр. ДатаАрт) — міжнародна компанія, яка розробляє, проєктує, модернізує і підтримує програмне забезпечення. Штаб-квартира компанії розташована в Нью-Йорку. DataArt працює з більш ніж 20 офісів у США, Європі (Вірменія, Болгарія, Німеччина, Грузія, Казахстан, Польща, Румунія, Швейцарія, Україна), Великобританії та ОАЕ. 

## Історія
DataArt була заснована в 1997 році в Нью-Йорку Юджином Голандом, президентом і генеральним директором. У 2001 році компанія відкрила офіс у Лондоні. 
2002 року компанія стала учасником програми .NET Early Adopter, організованої корпорацією Microsoft.
2007 року відкрито центри розробки в Харкові і Херсоні.
2011 року відкрито офіс в Києві. 2012 — в Дніпрі та Одесі, а в 2014 році — у Львові. 2014 року компанія вийшла на ринок Польщі та Аргентини, а в 2016 році — в Латвію і Болгарію.[джерело?] Налічує понад 5500 працівників.

## Представництва
Головний офіс компанії розташований у Нью-Йорку.
В Україні компанія має офіси у містах: Дніпро, Київ, Херсон, Одеса, Харків та Львів.
Також у компанії є офіси у Любліні, Вроцлаві, Буенос-Айресі, Лондоні та інших містах.[джерело?]
Станом на серпень 2019 року в українських офісах компанії працювало 1900 співробітників.

## Нагороди
- 2007 — «Золотий сертифікований партнер Microsoft» (Microsoft Gold Certified Partner).